# بلدسو کورنر (ویرجینیا)
بلدسو کورنر (به انگلیسی: Bledsoe Corner) یک منطقهٔ مسکونی در ایالات متحده آمریکا است که در شهرستان اورنج، ویرجینیا واقع شده‌است. بلدسو کورنر ۱۳۴٫۱۱ متر بالاتر از سطح دریا واقع شده‌است.